# Agdistis malitiosa
Agdistis malitiosa là một loài bướm đêm thuộc họ Pterophoridae. Nó được tìm thấy ở Namibia, Nam Phi, Kenya, Tanzania, Uganda và Cộng hòa Dân chủ Congo.